# Адолф I фон Шваленберг
Адолф I фон Шваленберг (на немски: Adolf I von Schwalenberg; * между 1238 и 1248; † между 6 май 1302 и 26 януари 1305) от Дом Валдек е от 1265 г. граф на Шваленберг. Споменат е в документ през 1238 г.
Той е четвъртият син на граф Фолквин IV фон Шваленберг († пр. 1255) и съпругата му Ерменгард фон Шварцбург († 1274), дъщеря на граф Хайнрих II фон Шварцбург († 1236) и Ирмгарда фон Орламюнде († ок. 1222).
Брат е на Гюнтер фон Шваленберг († 1311), архиепископ на Магдебург (1277 – 1278), епископ на Падерборн (1307 – 1310), Фолквин V фон Шваленберг († 1293), епископ на Минден (1275 – 1293), Конрад II († 1277), архиепископ на Магдебург (1266 – 1277), Лудолф, домхер в Минден (1285), Хайнрих I († 1279), от 1243 г. граф на Шваленберг, Видекинд V († 1264), граф на Шваленберг (1249/50 – 1264), Кунигунда фон Шваленберг († 1305), абатиса на манастир Фалкенхаген (1247 – 1305), Ирмгард фон Шваленберг († 1314), абатиса на манастир Хеерсе, и на Мехтилд фон Шваленберг († 1321/1324), абатиса на манастир Мьоленбек.
През 1228 г. баща му новоосновава град и замък Шваленберг.

## Фамилия
Адолф I фон Шваленберг се жени за Аделхайд († 6 юли 1274) и втори път сл. 1274/ пр. 15 август 1287 г. за Юта († 1 април 1305). Те имат децата:
- Гертруд фон Шваленберг († сл. 1336), омъжена вер. за граф Мориц II фон Шпигелберг († 20 август 1316)
- Хайнрих фон Шваленберг († сл. 1328), каноник в „Св. Мориц“ в Хилдесхайм 1305
- Фолквин фон Шваленберг († сл. 1295)
- Гюнтер фон Шваленберг († 21 февруари 1336), граф на Шваленберг, женен I. за Агнес фон Хомбург († ок. 21 юни 1324), II. ок. 1 май 1312 г. за Алхайдис, III. за Мехтилд (фон Бюрен) (fl. 1313/25)
- Видекинд фон Шваленберг († сл. 1297)
- Юта фон Шваленберг († сл. 1305)
- София фон Шваленберг († сл. 1309)
- Ирмгард фон Шваленберг († сл. 1325)
- Кунигунда фон Шваленберг († сл. 1332), омъжена за Дитрих (Тилман) фон Итер († 1337)

Той има и двете незаконни дъщери:
- Хадевиг фон Шваленберг († пр. 25 юли 1322), омъжена на 25 февруари 1301 г. за роднината си граф Адолф VII фон Холщайн-Шауенбург-Пинеберг († 5 юни 1353)
- Мехтилдис фон Шваленберг († сл. 1325), приорес в Херфорд